# Fantino (kommun)
Fantino är en kommun i Dominikanska republiken.   Den ligger i provinsen Sánchez Ramírez, i den centrala delen av landet, 80 km norr om huvudstaden Santo Domingo. Antalet invånare är cirka 22 000